# Silvia Gruner
Silvia Gruner (Cidade do México, 1959) é uma artista mexicana. Sua obra é de tipo multidisciplinar e compreende video-arte, fotografia, video e cinema, os quais realiza em instalações. Seu trabalho reflecte sobre a individualidade corporal e a colectividade, misturando feminismo e pós conceptualismo.
Estudou no Massachusetts College of Art e na Betzalel Academy of Art and Design. Gruner trabalhou nos anos 90 na busca de novos espaços de exposição de arte contemporânea no México nos anos 90, e seu trabalho influenciou uma geração posterior de criadores.
Sua obra tem sido exposta em museus e galerias artísticas no México e de países como Espanha, Cuba, Estados Unidos, Canadá e Alemanha.

## Prémios e reconhecimentos
- Beneficiária do Sistema Nacional de Criadores (2012-2015, 2007- 2010, 2002-2005 e 1999-2002)
- 1999: Rockefeller Mac Arthur Filme, Video and Multimédia Fellowship